# Bocchi the Rock!
Bocchi the Rock! (ぼっち・ざ・ろっく!, Botchi za rokku!) est une série de yonkoma mangas japonaise par Aki Hamaji, prépubliée dans le magazine Manga Time Kirara Max de Hōbunsha depuis décembre 2017.
Une adaptation en série d'animation produite par le studio CloverWorks et réalisée par Keiichirō Saitō est diffusée entre octobre et décembre 2022. Une seconde saison est prévue par le même studio.

## Synopsis
L'histoire suit les péripéties de Hitori, surnommée Bocchi, une jeune fille passionnée de guitare. Un jour, elle fait la rencontre de Nijika Ijichi avec qui elle décide de créer son propre groupe de musique, Kessoku Band (Les Attaches en français),. Le thème central de l'anime est l'anxiété sociale que Bocchi subit.

## Personnages

### Kessoku Band
Hitori Gotō (後藤 ひとり, Gotō Hitori)
Voix japonaise : Yoshino Aoyama, voix française : Valérie Bachère
Personnage principal du manga Bocchi the Rock  et guitariste soliste du groupe.
C'est une lycéenne de première année solitaire et anxieuse. Elle se définit elle-même comme une in-kya — paria sombre et vivant à l’intérieur —. Elle est surnommée Bocchi-chan, litt. « la petite solitaire ».
Nijika Ijichi (伊地知 虹夏, Ijichi Nijika)
Voix japonaise : Sayumi Suzushiro, voix française : Caroline Combes
Batteuse et fondatrice du groupe.
C'est une lycéenne de deuxième année. Sa sœur aînée, Seika, dirige une salle de concert, qui se nomme STARRY, où elle joue souvent. Nijika admire Seika car ils ont perdu leur mère à un jeune âge et leur père a disparu. Elle est très gentille, joyeuse, amicale et extravertie, et c’est celle qui maintient le groupe ensemble et aide le plus Bocchi avec son anxiété sociale. Son nom de famille vient de Kiyoshi Ijichi.
Ryō Yamada (山田 リョウ, Yamada Ryō)
Voix japonaise : Saku Mizuno, voix française : Charlotte Hervieux
Bassiste du groupe.
C'est une lycéenne de deuxième année solitaire. Elle dépense souvent l’allocation qu’elle reçoit de sa famille pour de nouveaux équipements musicaux, ce qui lui laisse peu d’argent pour autre chose, au point de manger de l’herbe quand elle n’a pas d’argent pour se nourrir. Après s’être brouillée avec son dernier groupe à cause de différences créatives, Ryo a été convaincue par Nijika d’en créer un nouveau avec elle. Son nom de famille vient de Takahiro Yamada.
Ikuyo Kita (喜多 郁代, Kita Ikuyo)
Voix japonaise : Ikumi Hasegawa, voix française : Anna Lauzeray Gishi
Chanteuse et guitariste secondaire du groupe, qui fréquente le même lycée que Hitori.
C'est une lycéenne de deuxième année extravertie, joyeuse et charismatique qui a une vie sociale active, au point que son extraversion se manifeste parfois par une aura écrasante. Elle a d'abord rejoint le Kessoku Band pour se rapprocher de Ryo, pour qui elle a le béguin, mais s'est enfuie après avoir menti sur ses compétences en guitare. Avec l'aide de Bocchi, elle devient une guitariste décente à part entière, et se met bientôt à jouer de la guitare secondaire et à fournir le chant principal du groupe. Son nom de famille vient de Kensuke Kita.
Les noms de famille des membres du groupe sont repris de ceux des membres du groupe de J-Rock Asian Kung-Fu Generation.

### Sick Hack
Kikuri Hiroi (廣井 きくり, Hiroi Kikuri)
Voix japonaise : Sayaka Senbongi, voix française : Adeline Chetail
Bassiste et chanteuse de Sick Hack. Elle dépense la majeure partie de son argent dans l'achat de boissons alcoolisées et appelle sa guitare basse « Shuten-Dōji EX ». Elle était auparavant une camarade de classe de Seika à l’université. Elle trouve des liens de parenté avec Hitori après avoir eu une enfance tout aussi solitaire. Son nom de famille est une référence à Margaret Hiroi.
Eliza Schmitz (清水 イライザ, Shimizu Iraiza)
Voix japonaise : Sally Amaki
Guitariste de Sick Hack. Son nom de famille est une référence à Katzuya Shimizu.
Shima Iwashita (岩下 志麻, Shimizu Iraiza)
Voix japonaise : Maki Kawase
Batteuse de Sick Hack. Son nom et tiré du profil de Kenzo.

### Sideros
Yoyoko Ōtsuki (大槻 ヨヨコ, Ōtsuki Yoyoko)
Guitariste et chanteur du groupe. Son nom est une référence à Kenji Ohtsuki (ja)
Akubi Hasegawa (長谷川 あくび, Hasegawa Akubi)
Batteur du groupe. Son nom est une référence à Kōji Hasegawa.
Fūko Honjō (本城 楓子, Honjō Fūko)

### Famille Gotō
Michiyo Gotō (後藤 美智代, Gotō Michiyo)
Voix japonaise : Rie Suegara, voix française : Virginie Kartner
Mère d'Hitori et de Futari.
Naoki Gotō (後藤 直樹, Gotō Naoki)
Voix japonaise : Junji Majima, voix française : Simon Herlin
Père d'Hitori et Futari.
Futari Gotō (後藤 ふたり, Gotō Futari)
Voix japonaise : Misaki Watada, voix française : Charlotte Hennequin
Petite sœur d'Hitori.
JimiHen (ジミヘン, JimiHen)
Voix japonaise : Maaya Uchida, voix française : Charlotte Hennequin
Chien de la famille.

### Personnages secondaires
Seika Ijichi (伊地知 星歌, Ijichi Seika)
Voix japonaise : Maaya Uchida, voix française : Jessica Barrier
Grande sœur de Nijika.
PA-san (PAさん, PA-san)
Voix japonaise : Kotori Koiwai, voix française : Nayéli Forest
Ginjirō Yoshida (吉田 銀次郎, Yoshida Ginjirō)
Voix japonaise : Katsuyuki Miura (ja)
Poison Yami (ぽいずん♡やみ, Poizun Yami)
Miyako Shiba (司馬 都, Shiba Miyako)

## Production

### Inspiration

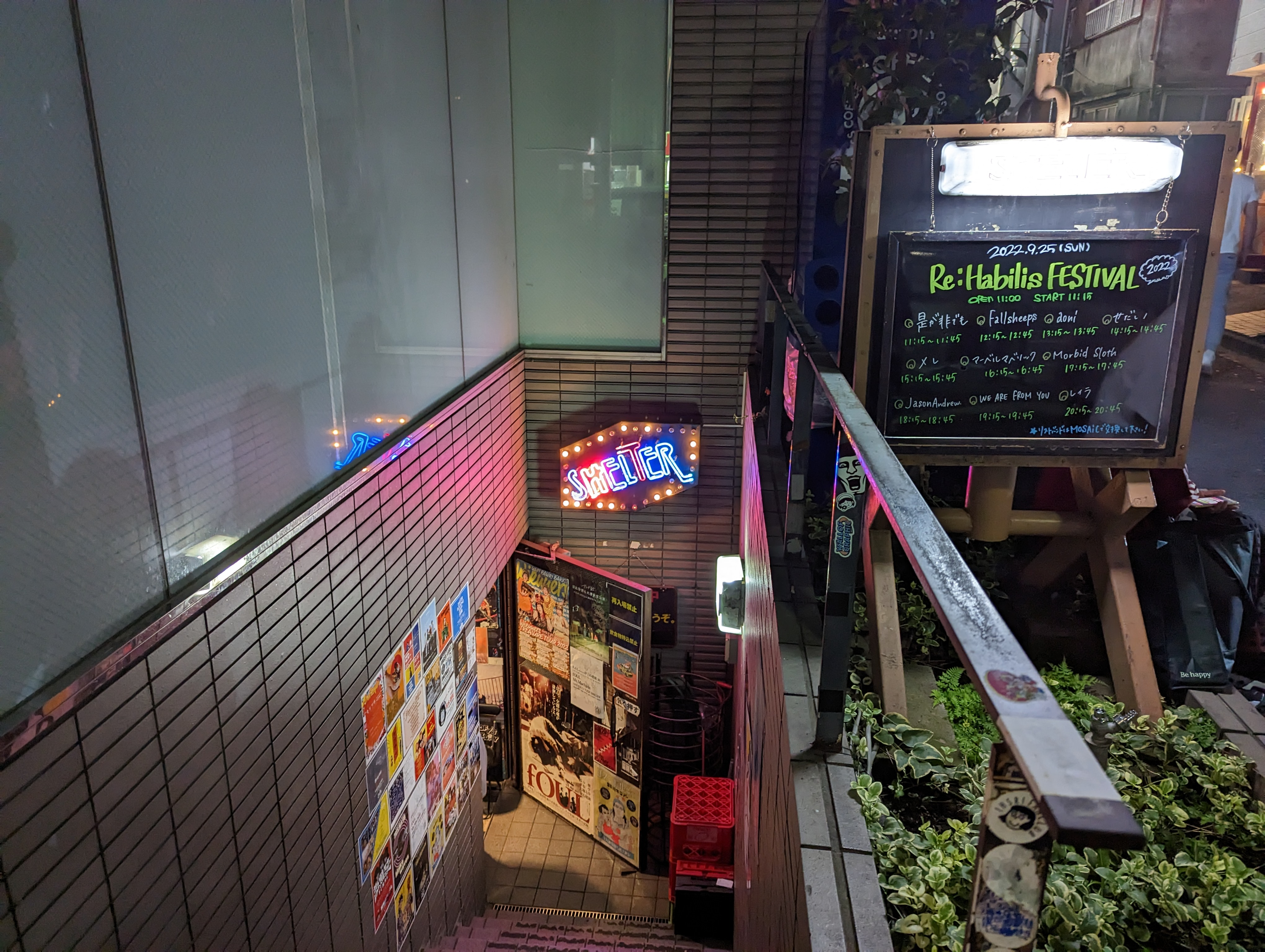
Café qui a servi d'inspiration au Starry.

Le Starry — lieu où travaille le groupe — est inspiré d'une salle de concert nommée "Shelter" à Shimo-kitazawa.
La plupart des couvertures de chapitres font référence à des clips de groupes de rock japonais.

### Création des personnages
Dans une interview, Hamazi a révélé avoir délibérément habillé les personnages sans aucun sens de la mode.

## Manga

### Bocchi the Rock!
Bocchi the Rock! est écrit et dessiné par Aki Hamaji. La série est prépubliée dans le magazine Manga Time Kirara Max de Hōbunsha depuis le 19 décembre 2017. La sérialisation devient régulière le 19 mars 2018. Un manga spin-off sort en deux volumes : le premier le 27 octobre 2022, le deuxième le 25 août 2022. Au 25 août 2023, six volumes sont parus.
Une traduction en français du manga est annoncée par Meian pour août 2023. Dans le monde anglophone, le manga est licencié par Yen Press.
Une série dérivée du manga est annoncée. Il s'intitule Bocchi the Rock! Gaiden - Hiroi Kikuri no Fukazake Nikki et il est centré sur le personnage de Kikuri Haroi. Le premier tome est sorti le 1er février 2024 au Japon et compte actuellement trois tomes.

#### Liste des volumes
| no | Japonais         | Japonais          | Français        | Français          |
| no | Date de sortie   | ISBN              | Date de sortie  | ISBN              |
| -- | ---------------- | ----------------- | --------------- | ----------------- |
| 1  | 27 février 2019  | 978-4-8322-7072-5 | 10 août 2023    | 978-2-38503-376-7 |
| 2  | 27 février 2020  | 978-4-8322-7170-8 | 10 août 2023    | 978-2-38503-377-4 |
| 3  | 25 février 2021  | 978-4-8322-7252-1 | 8 novembre 2023 | 978-2-38503-378-1 |
| 4  | 26 août 2022     | 978-4-8322-7388-7 | 15 mars 2024    | 978-2-38503-379-8 |
| 5  | 26 novembre 2022 | 978-4-8322-7419-8 | 23 août 2024    | 978-2-38503-380-4 |
| 6  | 25 août 2023     | 978-4-8322-7477-8 | 27 juin 2025    | 978-2-38503-381-1 |
| 7  | 25 octobre 2024  | 978-4-8322-9581-0 | —               |                   |

### Bocchi the Rock! Comic Anthology
Un manga spin-off intitulé Bocchi the Rock! Comic Anthology (ぼっち・ざ・ろっく！アンソロジーコミック, Botchi Za Rokku! Ansorojī Komikku) est sorti en 5 volumes.
| 1 | 27 octobre 2022 | 978-4-8322-7414-3 |
| 2 | 25 août 2023    | 978-4-8322-7170-8 |
| 3 | 25 février 2021 | 978-4-8322-9550-6 |
| 4 | 25 octobre 2024 | 978-4-8322-9583-4 |
| 5 | 27 février 2025 | 978-4-8322-9614-5 |

## Anime
Une adaptation en série d'animation est annoncée le 18 février 2021. Elle est produite par CloverWorks et réalisée par Keiichirō Saitō, avec Yūsuke Yamamoto comme assistant réalisateur, Erika Yoshida écrivant les scripts de la série, Kerorira concevant les personnages et Tomoki Kikuya composant la musique. La série commence sa diffusion le 9 octobre 2022 sur Tokyo MX et plusieurs autres chaînes de télévision japonaises,,. Kessoku Band interprète la chanson thème d'ouverture Seishun Complex (青春コンプレックス), ainsi que celle de fin Distortion ! !. Crunchyroll diffuse la série en dehors de l'Asie. Plus Media Networks Asia la diffuse en Asie du Sud-Est, sur Aniplus Asia et Bilibili.

### Liste des épisodes
| No | Titre français          | Titre japonais           | Titre japonais      | Date de 1re diffusion |
| No | Titre français          | Kanji                    | Rōmaji              | Date de 1re diffusion |
| -- | ----------------------- | ------------------------ | ------------------- | --------------------- |
| 1  | Rolling Bocchi          | 転がるぼっち             | Korogaru Botchi     | 9 octobre 2022        |
| 2  | À demain                | また明日                 | Mata ashita         | 16 octobre 2022       |
| 3  | Arrivée en fanfare      | 馳せサンズ               | Hase sanzu          | 23 octobre 2022       |
| 4  | Jumping girl(s)         | ジャンピングガール（ズ） | Janpingu gāru(zu)   | 30 octobre 2022       |
| 5  | Un poisson cloué au sol | 飛べない魚               | Tobenai sakana      | 6 novembre 2022       |
| 6  | Huit beaux paysages     | 八景                     | Hakkei              | 13 novembre 2022      |
| 7  | Jusqu'à chez toi        | 君の家まで               | Kimi no uchi made   | 20 novembre 2022      |
| 8  | Bocchi the Rock         | ぼっち・ざ・ろっく       | Botchi za rokku     | 27 novembre 2022      |
| 9  | L'escalator d'Enoshima  | 江ノ島エスカー           | Enoshima esukā      | 4 décembre 2022       |
| 10 | After dark              | アフターダーク           | Afutā dāku          | 11 décembre 2022      |
| 11 | Crépuscule duodécimal   | 十二進法の夕景           | Jūnishinhō no yūkei | 18 décembre 2022      |
| 12 | L'aube descend sur toi  | 君に朝が降る             | Kimi ni asa ga furu | 25 décembre 2022      |

Le 21 mai 2023, un film d'animation compilant la série a été annoncé pour printemps 2024. Le 18 février 2024, il a été annoncé que ce sera deux films d'animations récapitulatifs dont le premier se nommera Bocchi the Rock Re: pour le printemps et le deuxième Bocchi the Rock Re:Re: qui est prévu pour l'été 2024.
En septembre 2024, Crunchyroll annonce la diffusion des deux films récapitulatifs (Bocchi the Rock Re: et Bocchi the Rock Re:Re:) au cinéma lors de séances programmées le 15 octobre 2024, sous la forme d'un seul film prénommé BOCCHI THE ROCK! Recap Part 1 & 2.
Une seconde saison est annoncée le 15 février 2025. Elle sera à nouveau produite par CloverWorks et dirigée par Yusuke Yamamoto.

## Comédie musicale
En mars 2025, une comédie musicale est lancée,.
| Personnages   | Interprètes       |
| ------------- | ----------------- |
| Hitori Gotō   | Mamo Mamono (ja)  |
| Nijika Ijichi | Miki Ohtake       |
| Ryō Yamada    | Karin Osanai (ja) |
| Ikuyo Kita    | Mirai Ohmori      |

## Accueil

### Manga
En 2019, la série se classe huitième aux Next Manga Awards dans la catégorie manga papier.

### Bande musicale
La semaine de sa sortie, du 21 au 28 décembre 2022, l'album Kessoku Band reprenant les morceaux joués par le groupe de filles dans la série d'animation se classe en première position du classement hebdomadaire des titres les plus téléchargés du Bilboard Japan.
Le 15 février 2025, La chaîne YouTube officielle d’Aniplex a publié une interprétation en direct de « Flasherbacker » du Kessoku BandI.

### Anime

#### Récompenses
La série d'animation a remporté lors des Anime Trending Awards 2022, le titre de l'Anime de l'Année, en plus des titres suivants : Adaptation, Bande-Son, Comédie, Doublage, Musique, Réalisation d'épisode & Storyboarding et Tranche de Vie.

#### Critiques
En 2022, l'anime a reçu sur le site web Anime News Network des éloges pour son écriture, ses personnages, son animation et sa représentation de l’anxiété sociale.
L'anime est nommé aux Anime Awards 2024 et est vainqueur des Anime Awards 2024.

#### Ventes
Les ventes de Blu-Ray atteignent en janvier 2023, le nombre de 14 821 copies.